# (5263) Arrius
(5263) Arrius est un astéroïde de la ceinture principale.

## Description
(5263) Arrius est un astéroïde de la ceinture principale. Il fut découvert le 13 avril 1991 à Siding Spring par Duncan I. Steel. Il présente une orbite caractérisée par un demi-grand axe de 3,20 UA, une excentricité de 0,02 et une inclinaison de 14,8° par rapport à l'écliptique.

## Compléments